# Antorno-tó
Az Antorno-tó, olaszul: lago d’Antorno vagy lago di Antorno vagy lago Antorno egy természetes láp-tavacska a Dolomitokban, Belluno megyében, Veneto régióban, Észak-Olaszországban, Misurina település közigazgatási területén, a Misurina-tótól 2 km-re északra.

## Fekvése
A kis tó a dél-tiroli Sexteni-Dolomitok és a venetói Cadore-vidék határterületén fekszik, közigazgatásilag az Auronzo di Cadore községhez tartozó Misurina frakció területén, a Monte Piana, a Drei Zinnen hármas hegycsúcs (Tre Cime di Lavaredo), a Cadini-hegycsoport és a Cristallo-hegység négyszögében, látványos hegyvilágtól körülvéve. A tó nyugati partján haladó aszfaltozott közút a Misurina-tó közelében ágazik ki az SS48bis jelű országos főútvonalból, és vezet fel a Drei Zinnen lábánál fekvő Auronzo-menedékházhoz.
A tó partján áll az Antorno-tavi turistaház (Rifugio Lago d’Antorno), mellette autóparkoló. Erről az útról (még a tó előtt) ágazik le bal felé egy északnak tartó szűk makadámút, ez a Monte Pianára felvezető régi olasz katonai utánpótlási út, amelyet csak meghatalmazott gépjárművek használhatnak, civil gépkocsik (elvileg) nem. A tóparti parkolóhelytől tovább, az Auronzo-menedékházig vezető útszakasz használata a nyári szezonban díjköteles. Télen (októbertől májusig) a tótól felfelé az egész út le van zárva.
A tónál körülnézve északnyugaton a Monte Pianát, északon a Drei Zinnen piramis-szerű déli falát látjuk. Északkelettől délkeletig a Cadini előhegyei uralják a tó partját, köztük a legmagasabb a 2726 m magas Északnyugati Cadini-csúcs (Cima Cadin di Nord-Ovest), délen a távolban a hatalmas Antelao csúcsa és a Sorapiss-hegycsoport látszik (legmagasabb csúcsa a 3205 méteres Punta Sorapiss), nyugat felé a Cristallo-hegység sziklacsúcsai. A tavon keresztül folyik az Ansiei patak, mely a Drei Zinnen lábánál ered, és délnyugat felé az Ansiei-völgyön át a Piave folyóba ömlik.

## Túrázás, sport
A láp-tó (olaszul: torbiera) a Cadini nyugati lejtőire jellemző karbonátos talajon keletkezett, jellegzetes élővilágát kutatók tanulmányozzák. A tavon nyáridőben sporthorgászatot lehet űzni. Számos túraút vezet innen a környező hegyekbe, elsősorban a közeli Monte Pianára, a Drei Zinnen platójára és a Cadini-hegylánc völgyeibe. Télen a befagyott Antorno-tó körül motorosszán-túrákat lehet tenni.